# شهرستان میدلند (تگزاس)
شهرستان میدلند، تگزاس (به انگلیسی: Midland County, Texas) یک سکونتگاه مسکونی در ایالات متحده آمریکا است که در تگزاس واقع شده‌است.

## خصوصیات
شهرستان میدلند ۲٬۳۳۶٫۱۸ کیلومترمربع مساحت دارد.